# Rhinolophus formosae
Rhinolophus formosae is een zoogdier uit de familie van de hoefijzerneuzen (Rhinolophidae). De wetenschappelijke naam van de soort werd voor het eerst geldig gepubliceerd door Sanborn in 1939.

## Voorkomen
De soort komt voor in Taiwan.